# Премія НАН України імені С. П. Тимошенка
Премія імені Степана Прокоповича Тимошенка — премія, встановлена НАН України за видатні наукові роботи в галузі теоретичної та прикладної механіки.
Премію засновано 1997 року постановою Президії НАН України від 20.06.1997 № 228 та названо на честь українського, американського та німецького вченого в галузі механіки, батька теоретичної механіки, основоположника теорії міцності матеріалів, теорії пружності та коливань, одного з організаторів і перших академіків Української академії наук (УАН) Степана Прокоповича Тимошенка. Перше вручення відбулося у 2000 році за підсумками конкурсу 1999 року.
Починаючи з 2007 року Премію імені С. П. Тимошенка присуджує Відділення механіки НАН України щотри роки.

## Лауреати премії
| Рік  | Тема | Лауреати                          | Коротко про лауреата |
| ---- | --- | --------------------------------- | --- |
| 1999 | Монографія «Fundamentals of the ThreeDimensional Theory of Stability of Deformable Bodies» (укр. Основи тривимірної теорії стійкості деформованих тіл)                              | Гузь Олександр Миколайович        | академік НАН України, директор Інституту технічної механіки НАН України |
| 2001 | за монографію «Інформатика в Україні. Становлення, розвиток, проблеми» | Селезов Ігор Тимофійович          | доктор фізико-математичних наук, завідувач відділу Інституту гідромеханіки НАН України |
| 2003 | Цикл праць «Процеси деформування матеріалів та граничні стани елементів конструкцій в умовах складного навантаження»                                                                | Гудрамович Вадим Сергійович       | член-кореспондент НАН України |
| 2003 | Цикл праць «Процеси деформування матеріалів та граничні стани елементів конструкцій в умовах складного навантаження»                                                                | Лебедєв Анатолій Олексійович      | академік НАН України, завідувач відділу Інституту проблем міцності НАН України та професор Київського політехнічного інституту                                                                                   |
| 2003 | Цикл праць «Процеси деформування матеріалів та граничні стани елементів конструкцій в умовах складного навантаження»                                                                | Чаусов Микола Георгійович         | доктор технічних наук, професор |
| 2005 | Цикл праць «Методи визначення динамічних характеристик і напруженого стану ребристих пластин і оболонок при динамічних навантаженнях та аналіз впливу дискретного розміщення ребер» | Заруцький Володимир Олександрович | доктор технічних наук, професор, завідувач відділу будівельної механіки тонкостінних конструкцій Інституту технічної механіки НАН України                                                                        |
| 2005 | Цикл праць «Методи визначення динамічних характеристик і напруженого стану ребристих пластин і оболонок при динамічних навантаженнях та аналіз впливу дискретного розміщення ребер» | Луговий Петро Захарович           | доктор технічних наук, професор, науковий співробітник відділу будівельної механіки тонкостінних конструкцій Інституту технічної механіки НАН України                                                            |
| 2005 | Цикл праць «Методи визначення динамічних характеристик і напруженого стану ребристих пластин і оболонок при динамічних навантаженнях та аналіз впливу дискретного розміщення ребер» | Мейш Володимир Федорович          | доктор фізико-математичних наук, професор, головний науковий співробітник відділу динаміки і стійкості суцільних середовищ Інституту технічної механіки НАН України                                              |
| 2008 | цикл праць «Міцність та надійність трубопровідних систем» | Красовський Арнольд Янович        | член-кореспондент НАН України, головний науковий співробітник Інституту проблем міцності ім. Г. С. Писаренка НАН України                                                                                         |
| 2008 | цикл праць «Міцність та надійність трубопровідних систем» | Ориняк Ігор Володимирович         | доктор технічних наук, завідувач відділу Інституту проблем міцності ім. Г. С. Писаренка НАН України |
| 2011 | за цикл праць «Прикладна механіка деформування та руйнування пружно-спадкових середовищ»                                                                                            | Дирдя Віталій Ілларіонович        | доктор технічних наук, завідувач відділу Інституту геотехнічної механіки імені М. С. Полякова НАН України |
| 2011 | за цикл праць «Прикладна механіка деформування та руйнування пружно-спадкових середовищ»                                                                                            | Карнаухов Василь Гаврилович       | доктор фізико-математичних наук, завідувач відділу Інституту механіки імені С. П. Тимошенка НАН України |
| 2011 | за цикл праць «Прикладна механіка деформування та руйнування пружно-спадкових середовищ»                                                                                            | Кобець Анатолій Степанович        | кандидат технічних наук, ректор Дніпропетровського державного аграрного університету |
| 2014 | за цикл праць «Міцність і надійність лопаткового апарату робочих коліс сучасних авіаційних газотурбінних двигунів та забезпечення його ресурсу»                                     | Зіньковський Анатолій Павлович    | доктор технічних наук, професор, завідувач відділу коливань і вібраційної надійності (№ 7) Інституту проблем міцності імені Г. С. Писаренка                                                                      |
| 2014 | за цикл праць «Міцність і надійність лопаткового апарату робочих коліс сучасних авіаційних газотурбінних двигунів та забезпечення його ресурсу»                                     | Меркулов В'ячеслав Михайлович     | кандидат технічних наук, перший заступник директора, головний конструктор тематичного напряму «Нові авіаційні двигуни» Запорізького машинобудівного конструкторського бюро «Прогрес» ім. академіка О. Г. Івченка |
| 2014 | за цикл праць «Міцність і надійність лопаткового апарату робочих коліс сучасних авіаційних газотурбінних двигунів та забезпечення його ресурсу»                                     | Шереметьєв Олександр Вікторович   | кандидат технічних наук, начальник відділу міцності Запорізького машинобудівного конструкторського бюро «Прогрес» ім. академіка О. Г. Івченка                                                                    |
| 2017 | за цикл праць «Прецизійний контроль герметичності виробів з надлишковим тиском за методом фіксованих об'ємів»                                                                       | Волошин Олексій Іванович          | член-кореспондент НАН України, заступнику директора Інституту геотехнічної механіки ім. М. С. Полякова НАН України                                                                                               |
| 2017 | за цикл праць «Прецизійний контроль герметичності виробів з надлишковим тиском за методом фіксованих об'ємів»                                                                       | Пономаренко Сергій Миколайович    | кандидат технічних наук, старший науковий співробітник Інституту геотехнічної механіки ім. М. С. Полякова НАН України                                                                                            |
| 2017 | за цикл праць «Прецизійний контроль герметичності виробів з надлишковим тиском за методом фіксованих об'ємів»                                                                       | Коцарь Юрій Іванович              | начальнику лабораторії Державного підприємства "Виробниче об'єднання «Південний машинобудівний завод імені О. М. Макарова»                                                                                       |
| 2020 | за працю «Динамічні процеси в пружних і гідропружних системах» | Кубенко Веніамін Дмитрович        | академік НАН України, завідувач відділу Інституту механіки ім. С. П. Тимошенка НАН України |
| 2020 | за працю «Динамічні процеси в пружних і гідропружних системах» | Янчевський Ігор Владиславович     | доктор фізико-математичних наук, професор Національного технічного університету України «Київський політехнічний інститут імені Ігоря Сікорського»                                                               |